# Juliane Plambeck
Juliane Plambeck (ur. 16 lipca 1952 we Fryburgu Bryzgowijskim, zm. 25 lipca 1980 koło Bietigheim-Bissingen) – niemiecka skrajnie lewicowa terrorystka, działaczka Ruchu 2 Czerwca i RAF.
Została aresztowana we wrześniu 1975 wraz z Inge Viett i Ralfem Reindersem. W lipcu 1976, wraz z innymi działaczkami RAF (Inge Viett, Gabriele Rollnik, Monika Berberich) uciekła z zakładu karnego dla kobiet w Berlinie.
Brała udział w zamachach na Hannsa Martina Schleyera, Jürgena Ponto, Siegfrieda Bubacka, Güntera von Drenkmanna i w uprowadzeniu Petera Lorenza
Zginęła w wypadku samochodowym wraz z Wolfgangiem Beerem. W samochodzie znaleziono sfałszowane dokumenty oraz broń użytą podczas porwania Schleyera.